# Mos maiorum
Mos Maiorum is een term uit het Latijn die zede van de voorouders betekent.
In de eerste eeuwen van de Romeinse Republiek werden alle aspecten van het Romeins leven beheerst door de mos maiorum: een geheel van overgeleverde gebruiken, tradities en ongeschreven wetten. Omdat de Romeinen in het begin van hun geschiedenis nog geen geschreven wetten hadden, baseerden ze zich op de overgeleverde wetten van hun voorouders (traditio), want uit hún leven en denken putten zij de moraal die Rome groot moest maken. Ze keken op naar voorbeeldige en heldhaftige voorouders, naar hun kwaliteiten en deugden en bewonderden vooral de vermeende zuiverheid en strengheid van de zeden.
Uit de oude gewoonten groeide het beeld van een "ideale Romein". Dit ideaalbeeld omvatte volgende waarden:
pietas: eerbied en liefde voor goden, familie en vaderland.
virtus: dapperheid
gravitas: ernst, waardigheid
disciplina: discipline
constantia: vastheid van karakter
industria: vlijt
clementia: mildheid
fides: trouw
firmitas: sterk karakter
frugalitas: eenvoud, spaarzaamheid, soberheid
Het belang van de gemeenschap ging in ieder geval boven het belang van de enkeling.

## Voorbeelden
Een paar voorbeelden van zulke ideale Romeinen die het nageslacht ten voorbeeld werden gehouden, zijn:
Marcus Manlius Capitolinus, onthoofdde zijn zoon wegens het niet-opvolgen van bevelen.
Regulus, werd gevangengenomen door de Carthagers en naar Rome gevoerd met een paar onderhandelaars, nadat hij had gezworen dat hij zou terugkeren als de Romeinen geen krijgsgevangenen wilden ruilen voor hem. Hij hield zijn woord en keerde terug, hoewel hij wist dat hij zwaar gefolterd zou worden.
Gaius Mucius Scaevola, liet zijn hand volledig verteren door het vuur in het bijzijn van de Etruskische koning die Rome belegerd had.
De mos maiorum verdween stilaan door de rijkdom en andere culturen die Rome binnenstroomden door de veroveringen van de Romeinen. Ook interne problemen, zoals corruptie en egoïsme zorgden voor het niet-naleven van de zede. Dit leidde echter juist tot een verdere idealisering ervan en een actieve bevordering vanwege de overheid, vooral tijdens Keizer Augustus.
Mos maiorum had in ieder geval nog voorstanders (laudator temporis actis), de bekendste ervan was Cato de Oudere (° 234 v.Chr.)
Tijdens de Renaissance werden in Europa de Oud-Romeinse waarden weer ontdekt en als voorbeeld genomen. Vooral bij het onderwijs gebruikte men ze als een ideale norm waaraan de leerling zich moest aanpassen om een nuttig burger te worden.
De moderne geschiedschrijving heeft de historische juistheid van het verschijnsel in twijfel getrokken. Men meent nu dat de echte vroege Romeinen heel wat minder deugdzaam waren dan later werd voorgesteld.